# Comuna Lîtvîniv, Pidhaiți
Lîtvîniv (în ucraineană Литвинів) este o comună în raionul Pidhaiți, regiunea Ternopil, Ucraina, formată din satele Lîtvîniv (reședința), Rudnîkî și Starîi Lîtvîniv.

## Demografie
Componența lingvistică a comunei Lîtvîniv
     Ucraineană (99,92%)
     Alte limbi (0,08%)
Conform recensământului din 2001, majoritatea populației comunei Lîtvîniv era vorbitoare de ucraineană (99,92%), existând în minoritate și vorbitori de alte limbi.